# (74156) 1998 QH95
(74156) 1998 QH95 – planetoida z pasa głównego asteroid okrążająca Słońce w ciągu 4,14 lat w średniej odległości 2,58 j.a. Odkryta 19 sierpnia 1998 roku.